# 10173 Hanzelkazikmund
10173 Hanzelkazikmund è un asteroide della fascia principale. Scoperto nel 1995, presenta un'orbita caratterizzata da un semiasse maggiore pari a 3,0773133 UA e da un'eccentricità di 0,0779977, inclinata di 8,79648° rispetto all'eclittica.
L'asteroide è dedicato a Jiří Hanzelka e Miroslav Zikmund, due viaggiatori della repubblica ceca che negli anni tra il 1947 e il 1964 visitarono ben 83 paesi.